# Баргушатський хребет
Баргушатський хребет (вірм. Բարգուշատի լեռնաշղթա) — гірський ланцюг на Вірменському нагір'ї на півдні Вірменії, східний відрог Зангезурського хребта. Розташований між річками Воротан і Вохчі. Довжина близько 70 км, ширина — 15-26 км, тягнеться на схід від гори Наапет. Хуступ-Гіратахським розломом ділиться на високу північно-західну і низьку південно-східну частини. Найвища точка — гора Арамазд (3399 м), крім неї примітна гора Еркатасар (3227 м). Схили порізані глибокими (до 800 м) каньйонами приток Воротану і Гехі.
На хребті розташовані родовища: Каджаранське мідно-молібденове, Капанське мідно-поліметалеве, Дастакертське золото-поліметалічне, Шаумянське золото-поліметалічне. Є також поклади срібла, залізної руди, марганцю, титану, цинку діатомітів, будматеріалів. Більшість з цих родовищ становлять промисловий інтерес. Є джерела мінеральних вод.
Значна частина хребта вкрита дубовими і дубово-грабовими лісами, ксерофільними чагарниками і нагірно-ксерофітними травами. Вище розташовані  субальпійські і альпійські луки з окремими скельними оголеннями.
Відроги хребта — Хачдаш і хребет Кяпрюсар.